# Norfolk (Massachusetts)
Norfolk es un pueblo ubicado en el condado de Norfolk en el estado estadounidense de Massachusetts. En el Censo de 2010 tenía una población de 11.227 habitantes y una densidad poblacional de 281,44 personas por km².

## Geografía
Norfolk se encuentra ubicado en las coordenadas 42°6′59″N 71°19′46″O / 42.11639, -71.32944. Según la Oficina del Censo de los Estados Unidos, Norfolk tiene una superficie total de 39.89 km², de la cual 38.6 km² corresponden a tierra firme y (3.23%) 1.29 km² es agua.

## Demografía
Según el censo de 2010, había 11.227 personas residiendo en Norfolk. La densidad de población era de 281,44 hab./km². De los 11.227 habitantes, Norfolk estaba compuesto por el 89.28% blancos, el 6.41% eran afroamericanos, el 0.29% eran amerindios, el 1.55% eran asiáticos, el 0% eran isleños del Pacífico, el 1.65% eran de otras razas y el 0.83% pertenecían a dos o más razas. Del total de la población el 7.14% eran hispanos o latinos de cualquier raza.